# Автомобили ХАДИ
ХАДИ — аббревиатура скоростных автомобилей советского и украинского Харьковского автомобильно-дорожного института.
Название «ХАДИ» носят все автомобили, созданные с 1952 года студентами ХАДИ и сотрудниками Лаборатории скоростных автомобилей (ЛСА), хотя в независимой Украине институт был переименован из ХАДИ сначала в Харьковский государственный автомобильно-дорожный технический университет (ХГАДТУ), а затем в Харьковский национальный автомобильно-дорожный университет (ХНАДУ).
Всего построено 34 номерных автомобиля «ХАДИ». На них установлено множество (не только на скорость) рекордов СССР и УССР, мировых рекордов, а также несколько рекордов Украины. Автомобили «ХАДИ» десятки раз занимали призовые места в украинских, советских и международных соревнованиях.

## История
Первый автомобиль ХАДИ-1 был построен в 1952 году сотрудниками института.
В конце 1950-х годов известный советский автогонщик и автоконструктор В. Н. Никитин организовал в институте Лабораторию скоростных автомобилей.
В 1961 году был построен первенец-родстер с кузовом из стеклопластика ХАДИ-2.
В 1963 году по проекту дипломника ХАДИ Утёмова был построен маленький автомобиль ХАДИ-3, получивший прозвище «карандаш», занесённый из-за своих размеров в Книгу рекордов Гиннесса.
Вес автомобиля был 180 кг, ширина — 67 см, высота — 51 см, расчётная скорость — 220 км/ч. Она так и не была достигнута из-за неудачной конструкции колёс: стеклопластиковые, они разлетелись во время заезда на соляном озере Баскунчак.
На автомобиле ХАДИ-7 использовался газотурбинный вертолётный двигатель. На автомобиле поставлены 4 рекорда СССР.
В 1978 году был построен турбореактивный автомобиль ХАДИ-9 для установления абсолютного рекорда скорости на суше.
18 сентября 1983 года на гоночном электромобиле ХАДИ-21э был установлен всесоюзный рекорд, достигнута средняя скорость 99 км/ч по результатам двух попыток, на дистанции 500 м со стартом с места. Заезды проводились на харьковском аэродроме.
В 1990-х были спроектированы и построены автомобили ХАДИ-29 и ХАДИ-31 для шоссейно-кольцевых гонок в классе Формула-1600.
В 1996, 2003 и 2005 годах гонщики ХАДИ на этих автомобилях выигрывали чемпионат Украины.
В 2010 году автомобиль ХАДИ-34 занесён в Книгу рекордов Украины как самый экономичный (энергоэффективный) автомобиль Украины за всю её историю, имеющий минимальный расход газолина (менее двух граммов на 1 км, 1 литр топлива на 570 км пробега). Вес пластикового автомобиля — 43 кг, размеры — 3 х 1×0,7 м; двигатель бензиновый — Хонда GX35.

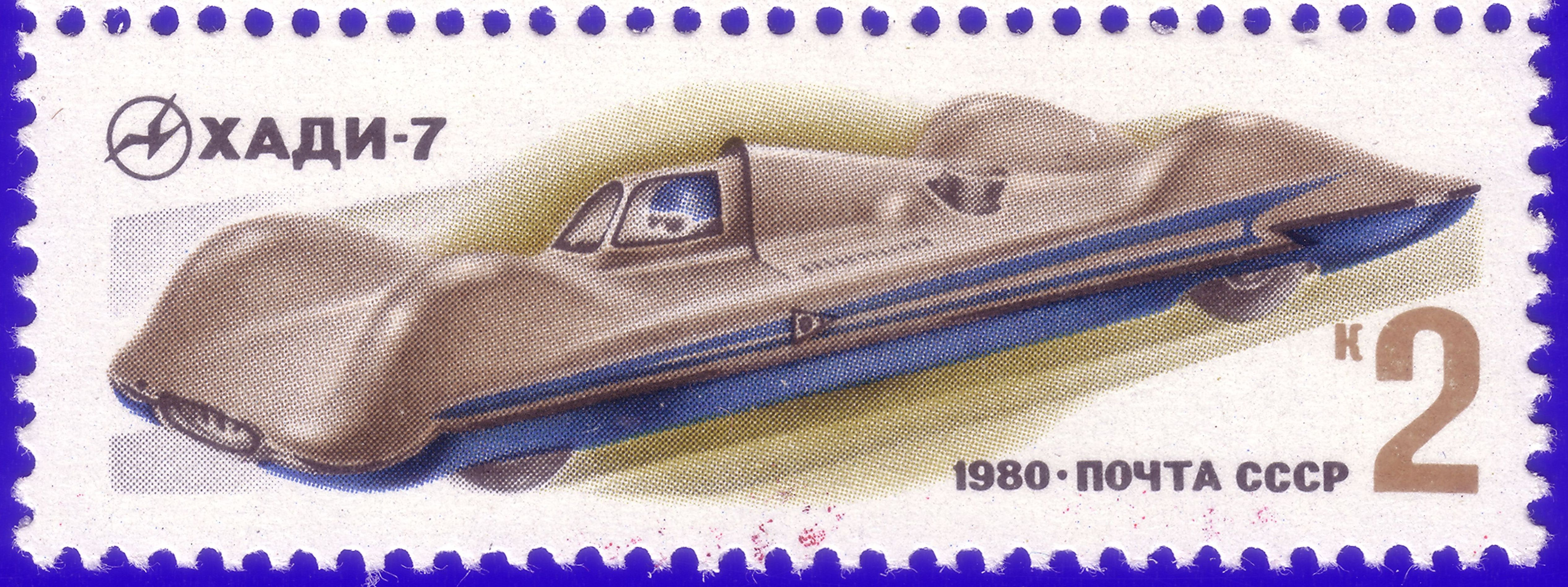
Почтовая марка СССР ХАДИ-7, 1980
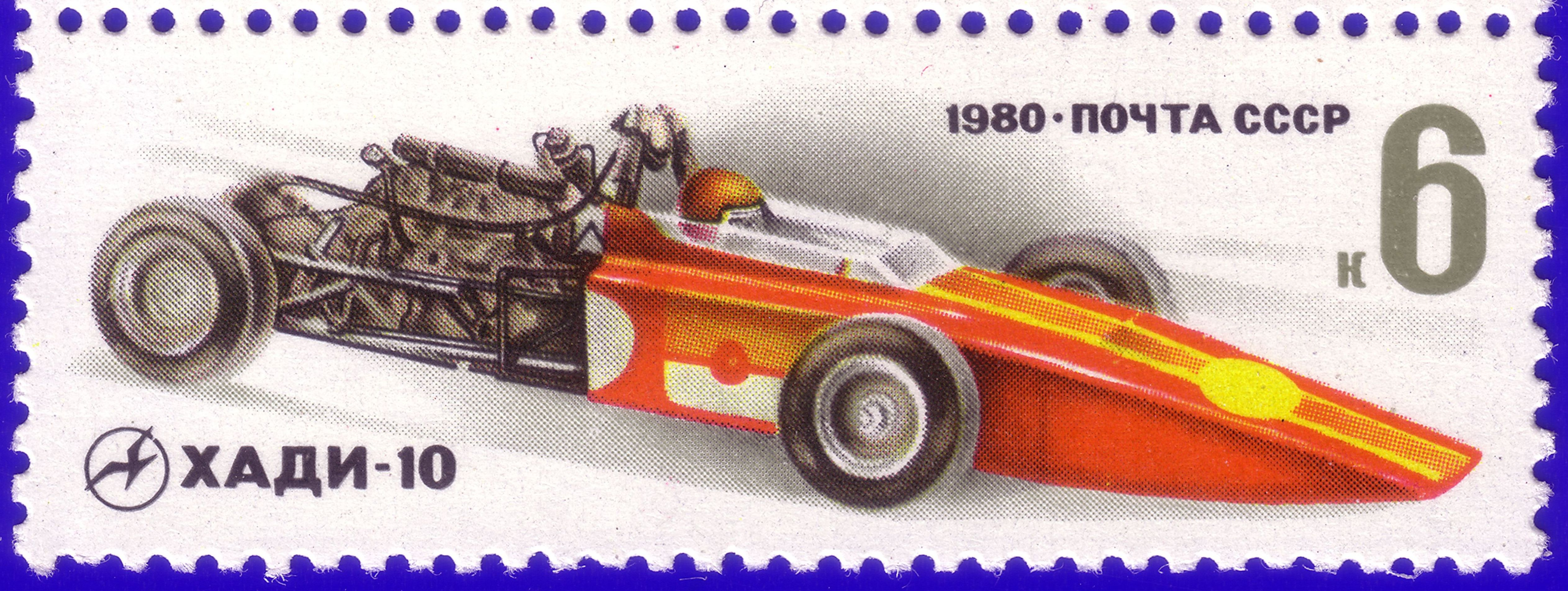
ХАДИ-10
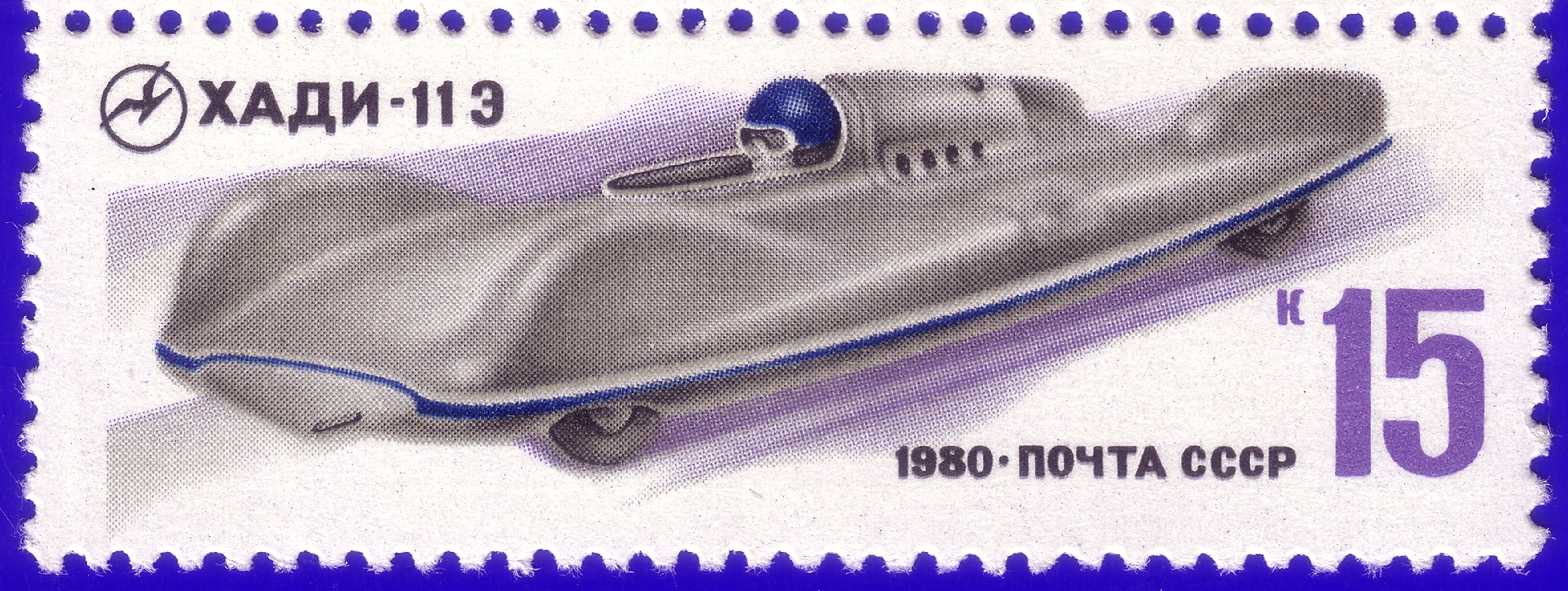
Электромобиль ХАДИ-11Э
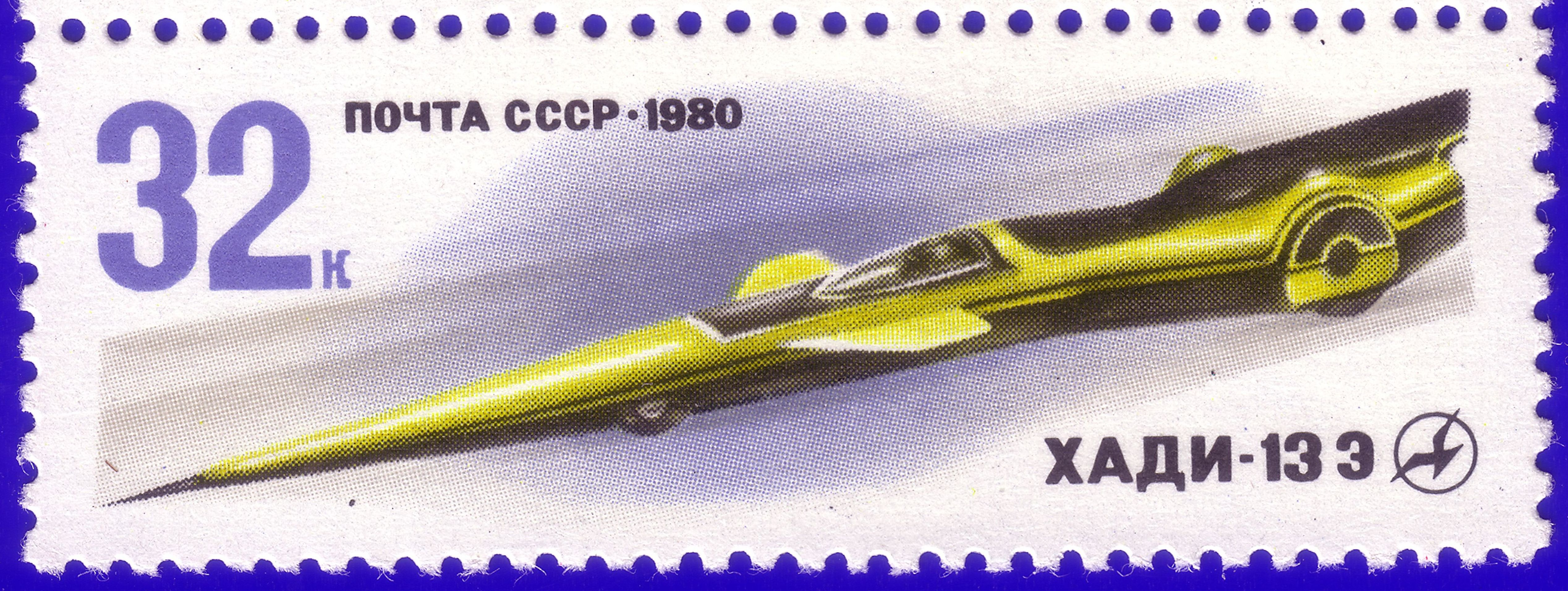
Электромобиль ХАДИ-13Э
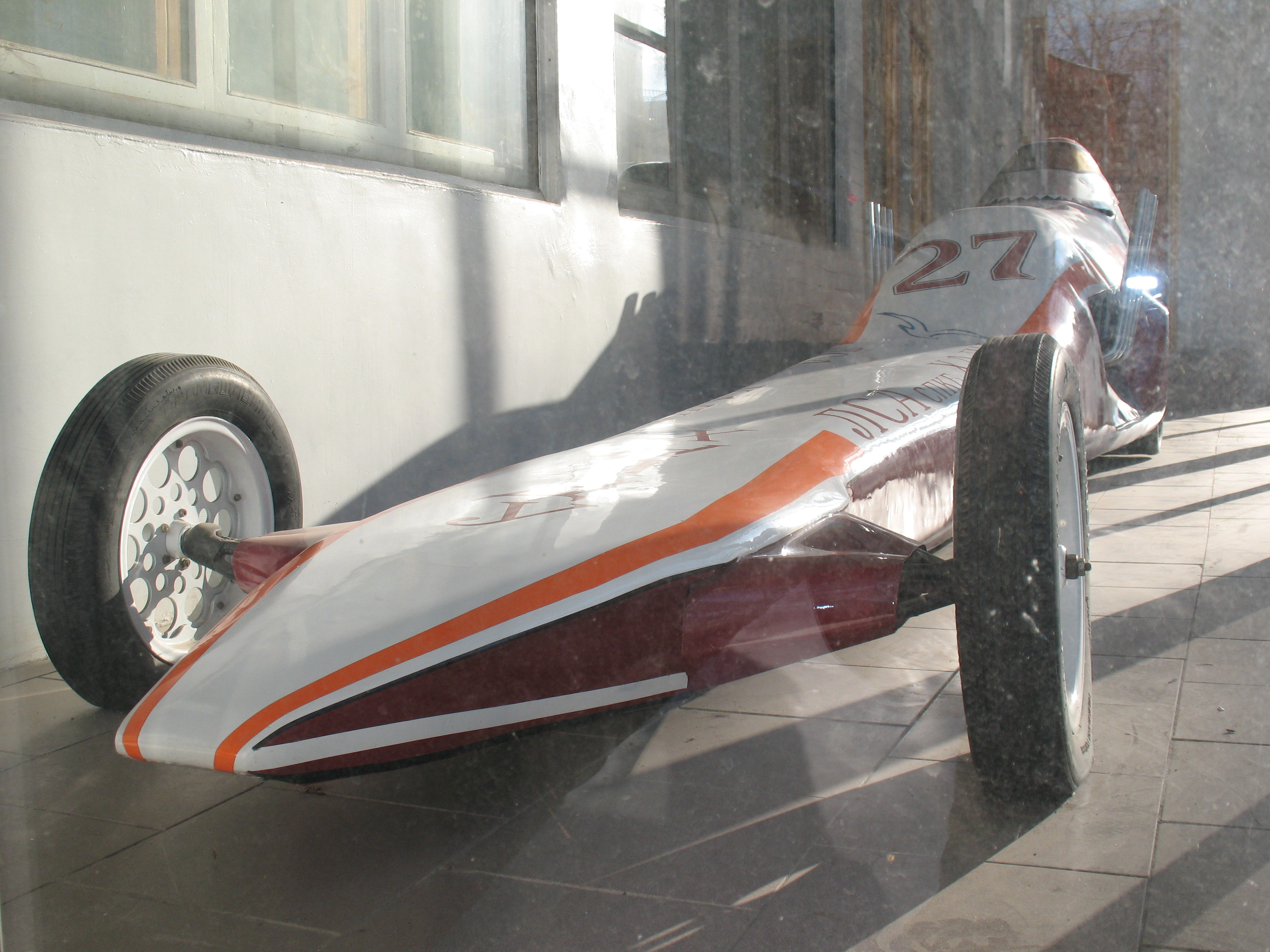
ХАДИ-27
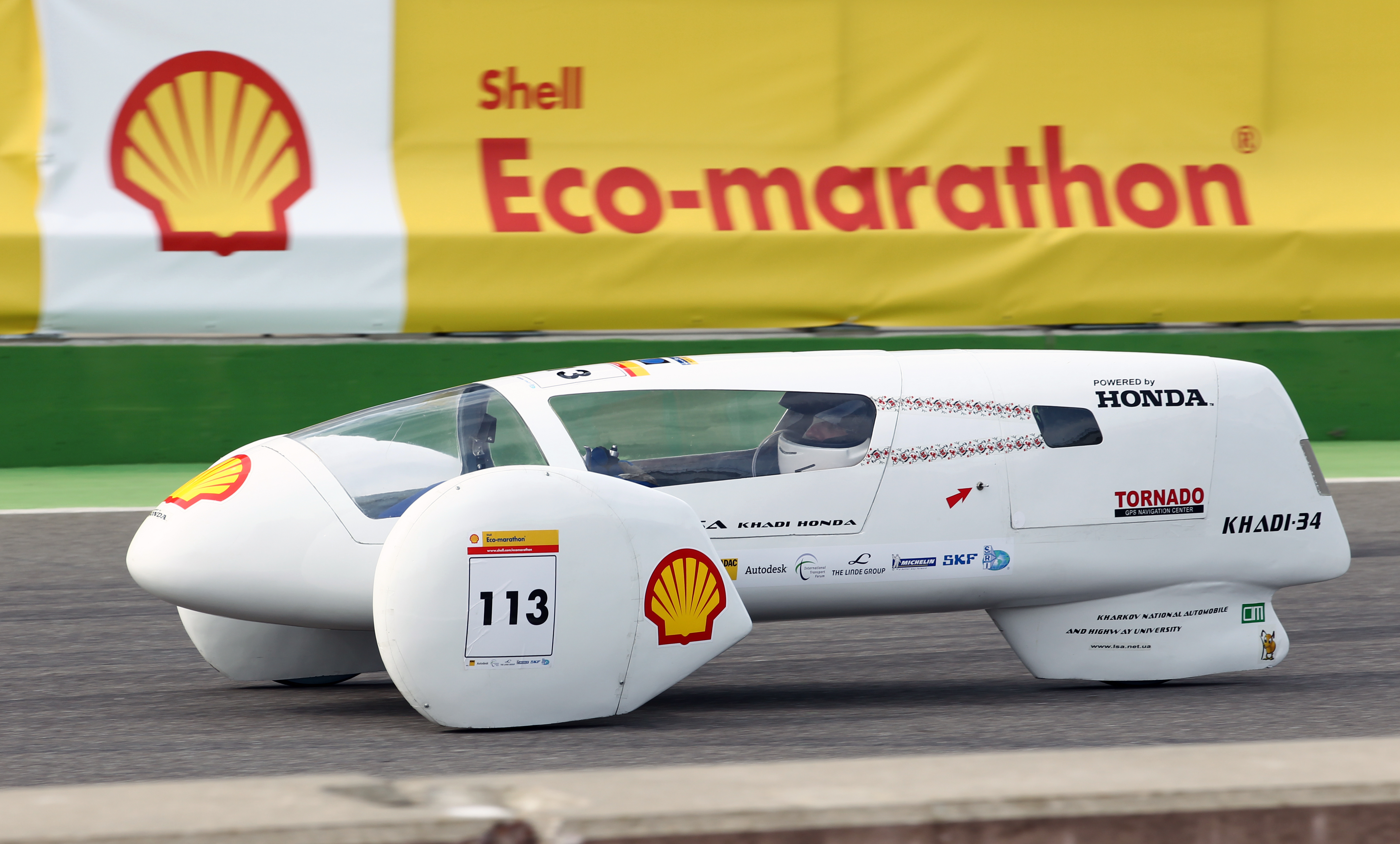
ХАДИ-34